# Миллер, Том (футболист)
То́мас Ми́ллер (англ. Thomas Miller; 30 июня 1890 — 3 сентября 1958), более известный как Том Миллер  — шотландский футболист, нападающий-инсайд. Выступал за ряд шотландских и английских клубов, а также за национальную сборную Шотландии.

## Клубная карьера
Родился в Мотеруэлле, Северный Ланаркшир. Играл за шотландские клубы «Ларкхолл Хартс», «Гленвью», «Ланарк Юнайтед», «Терд Ланарк» и «Гамильтон Академикал». 15 февраля 1912 года главный тренер английского «Ливерпуля» Том Уотсон заплатил за его трансфер 400 фунтов. 17 февраля дебютировал за «Ливерпуль» в матче Первого дивизиона против «Уэнсдей». 2 марта того же года забил свой первый гол за «красных» в игре против «Мидлсбро».  В 1914 году помог своей команде дойти до финала Кубка Англии, в котором Ливерпуль проиграл «Бернли». Всего в сезоне 1913/14 Миллер забил за «Ливерпуль» 20 мячей (16 в чемпионате и 4 — в Кубке Англии). Весной 1915 года стал одним из участников футбольного скандала с договорным матчем, получив пожизненную дисквалификацию, однако принял участие в войне в составе Британской армии и после окончания войны дисквалификация с него была снята. Он продолжил выступать за «Ливерпуль» после возобновления официальных турниров. Согласно описанию, он обладал «редкой скоростью, хорошим ударом и умением обыгрывать защитников», был «умным, быстрым и искусным в мастерстве паса и завершения атак».
23 сентября 1920 года Миллер перешёл из «Ливерпуля» в «Манчестер Юнайтед» за 2000 фунтов. Дебютировал за «Юнайтед» 25 сентября в матче против «Тоттенхэм Хотспур». Провёл в клубе только один сезон 1920/21, сыграв в 27 матчах и забив 8 мячей.
В июле 1921 года был продан в шотландский клуб «Харт оф Мидлотиан» за 550 фунтов, кроме того, в «Юнайтед» из «Хартс» перешёл другой нападающий Артур Локхед. Проведя в «Хартс» один сезон, Миллер был продан в английский клуб «Торки Юнайтед». Ещё через год, в 1923 году, Миллер вновь стал игроком «Гамильтон Академикал», за который играл до 1926 года. Сезон 1926/27 провёл в клубе «Рэйт Роверс», после чего завершил карьеру.

## Карьера в сборной
Миллер дебютировал в составе национальной сборной Шотландии 10 апреля 1920 года в матче Домашнего чемпионата Британии против сборной Англии на стадионе «Хиллсборо» в Шеффилде. В своём дебютном матче забил два мяча в ворота англичан (на 13-й и на 40-й минутах), а шотландцы одержали победу со счётом 5:4. В дальнейшем сыграл за сборную ещё 2 матча.